# Радкевич, Николай Николаевич
Николай Николаевич Радкевич (22 февраля 1904 года, м. Логойск, ныне город, Логойский район, Минская область — 4 июня 1982 года, Москва) — советский военный деятель, генерал-лейтенант танковых войск (31.05.1954).

## Начальная биография
Николай Николаевич Радкевич родился 22 февраля 1904 года в м. Логойск, ныне город Логойского района Минской области.

## Военная служба

### Гражданская война
В октябре 1920 года был призван в ряды РККА и направлен красноармейцем в отряд особого назначения, после чего принимал участие в боевых действиях по ликвидации банд в Борисовском уезде.

### Межвоенное время
В июне 1921 года был направлен на учёбу в Петроградскую высшую военную автобронешколу, после окончания которой был направлен в школу военного автопарка 5-й Краснознамённой армии, где служил на должностях инструктора автодела, командира караульного взвода и заведующего гаражом.
В январе 1925 года был назначен на должность надзирателя автодела, затем — на должность командира караульного взвода Ленинградского окружного склада военно-технического имущества. В октябре 1926 года был направлен на Ленинградские бронетанковые курсы усовершенствования командного состава, где служил на должностях командира взвода тракторной роты, командира танка, командира танкового взвода и роты учебного батальона, а в мае 1932 года был назначен на должность командира-руководителя Московских курсов усовершенствования командного состава мото-механизированных войск.
В 1933 году был направлен на учёбу в Военную академию механизации и моторизации, после окончания которой в 1937 году был назначен на должность начальника штаба 5-й лёгкотанковой бригады, а с января по июнь 1938 года временно исполнял должность командира этой бригады.
В декабре 1938 года был направлен на учёбу в Академию Генштаба РККА, однако в июне 1939 года направлен в распоряжение Военного совета Белорусского военного округа и в ноябре назначен на должность начальника 1-го отдела автобронетанкового управления Западного военного округа. В октябре 1940 года продолжил учёбу в Академии.

### Великая Отечественная война
В июле 1941 года был назначен на должность командира 63-й особой танковой бригады РГК, а в августе — на должность командира 121-й танковой бригады, которая вела боевые действия на оршанско-рославльском направлении и на реке Сейм в районе Рыльска, а затем в районе Изюма удерживала плацдарм до подхода основных войск.
В мае 1942 года был назначен на должность командира 14-го танкового корпуса, который вёл боевые действия в ходе Воронежско-Ворошиловградской и Донбасской оборонительной операций, а также в битве за Кавказ.
8 июня 1943 года назначен на должность командира 11-го танкового корпуса, который принимал участие в боевых действиях в ходе Курской битвы, Донбасской наступательной операции и битвы за Днепр.
В октябре 1943 года был назначен на должность командующего бронетанковыми и механизированными войсками Дальневосточного фронта, после чего в августе 1945 года принимал участие в боевых действиях в ходе Маньчжурской наступательной операции во время советско-японской войны.

### Послевоенная карьера
После окончания войны был назначен на должность командующего бронетанковыми и механизированными войсками Дальневосточного военного округа.
В апреле 1948 года был направлен на учёбу на высшие академические курсы при Высшей военной академии имени К. Е. Ворошилова, после окончания которых в мае 1949 года был назначен на должность командующего бронетанковыми и механизированными войсками ЦГА, в декабре 1950 года — на должность 1-го заместителя, в мае 1953 года — на должность заместителя начальника Главного бронетанкового управления Советской Армии, а в июле 1954 года — на должность старшего военного советника командующего бронетанковыми и механизированными войсками Венгерской народной армии.
С ноября 1956 года состоял в распоряжении главнокомандующего Сухопутными Войсками и в марте 1957 года был назначен на должность военного атташе при посольстве СССР в Чехословакии.
Генерал-лейтенант танковых войск Николай Николаевич Радкевич в марте 1959 года вышел в запас. Умер 4 июня 1982 года в Москве.

## Награды
- Два ордена Ленина;
- Пять орденов Красного Знамени;
- Медали.